# جواد فرحانی
جواد فرحانی تهیه‌کننده و مجری طرح سینما و تلویزیون اهل ایران است.

## زندگی هنری
از آثار وی می‌توان به فعالیت در برنامه خندوانه، برنامه هزار داستان و مجموعه نمایش‌خانگی دل اشاره کرد. تهیه‌کننده فیلم سینمایی خوابم میاد به کارگردانی رضا عطاران
کاندید بهترین تهیه‌کننده از جشنواره فجر
وی علاوه‌بر تهیه‌کنندگی به‌عنوان مجری طرح نیز در سینما و تلویزیون فعالیت داشته‌است.

## فعالیت هنری

### تهیه‌کننده
| سال                                                                             | نام         | کارگردان                                          | زمینه       |
| ------------------------------------------------------------------------------- | ----------- | ------------------------------------------------- | ----------- |
| ۱۴۰۳                                                                            | شیش‌ماهه     | مهران مدیری                                       | تلویزیونی   |
| ۱۴۰۳                                                                            | قهوه پدری   | مهران مدیری                                       | نمایش خانگی |
| ۱۴۰۳                                                                            | افعی تهران  | سامان مقدم                                        | نمایش خانگی |
| ۱۳۹۸ ستاره ساز تهیه‌کننده اولین برنامه تلویزیونی استعدادیابی فوتبال در صداو سیما | دل          | برنامه مسابقه بزرگ ستاره ساز سال ۱۳۹۸ منوچهر هادی | نمایش خانگی |
| ۱۳۹۷                                                                            | شبی با عبدی | محمدحسین لطیفی                                    | تلویزیونی   |
| ۱۳۹۶                                                                            | هزار داستان | مریم نوابی‌نژاد                                    | تلویزیونی   |
| ۱۳۹۶                                                                            | شب عید      | سعید آقاخانی                                      | تلویزیونی   |
| ۱۳۹۵                                                                            | شکرستان     |                                                   | تلویزیونی   |
| -۱۳۹۳-۱۳۹۴-۱۳۹۲                                                                 | خندوانه     | رامبد جوان                                        | تلویزیونی   |
| ۱۳۹۱                                                                            | خوابم می‌آد  | رضا عطاران                                        | سینمایی     |

### مجری طرح
| سال  | نام            | کارگردان            | زمینه       |
| ---- | -------------- | ------------------- | ----------- |
| ۱۳۹۱ | قلب یخی        | سامان مقدم          | نمایش خانگی |
| ۱۳۸۷ | زندگی شیرین    | قدرت‌الله صلح‌میرزایی | سینمایی     |
| ۱۳۸۶ | خروس جنگی      | سید مسعود اطیابی    | سینمایی     |
| ۱۳۸۵ | قرارگاه مسکونی | سید جواد رضویان     | تلویزیونی   |